# Pedro Giachino
Pedro Edgardo Giachino (Mendoza, 28 maggio 1947 – Stanley, 2 aprile 1982) è stato un militare argentino, Capitan de Corbeta dell'Armada de la República Argentina.

## Biografia
Durante la guerra delle Falkland, era il comandante di un plotone di APCA. Morì a causa delle ferite riportate nella battaglia per la conquista della residenza di Rex Masterman Hunt, governatore britannico delle isole. Si trattò del primo militare ucciso in azione durante la guerra.
Ricevette, postuma, la Croce all'eroico valore in combattimento.
Inizialmente, venne tumulato nella base navale di Puerto Belgrano, ma, nel 1985, in seguito alla lettera scritta da sua figlia al presidente Raúl Ricardo Alfonsín, i suoi resti furono spostati a Mar del Plata, la città natale della sua famiglia.